# Наумов, Владислав Владимирович
Владислав Владимирович Наумов (род. 26 ноября 1996, Тюмень) — российский хоккеист, защитник. Воспитанник тюменской школы хоккея. Игрок клуба «Югра», выступающего в ВХЛ. Кандидат в мастера спорта России.

## Биография
Родился 26 ноября 1996 года в Тюмени. Стал вторым младшим ребёнком в семье. Есть старшая сестра Анастасия. В 6 лет принял решение играть в хоккей под руководством Владимира Александровича Емельяненко и Сергея Геннадьевича Зайцева.
В 2012 году начал привлекаться в молодежную команду «Тюменский Легион», где играл три года. Прошел предсезонку с первой командой клуба «Рубин», затем предложила контракт «Сибирь».
| Сезон                  | Команда          | Лига                                |
| ---------------------- | ---------------- | ----------------------------------- |
| МХЛ в сезоне 2012/2013 | Тюменский Легион | Чемпионат Молодёжной хоккейной лиги |
| МХЛ в сезоне 2013/2014 | Тюменский Легион | Чемпионат Молодёжной хоккейной лиги |
| МХЛ в сезоне 2014/2015 | Тюменский Легион | Чемпионат Молодёжной хоккейной лиги |
| КХЛ в сезоне 2015/2016 | Сибирь           | КХЛ                                 |
| КХЛ в сезоне 2016/2017 | Сибирь           | КХЛ                                 |
| КХЛ в сезоне 2017/2018 | Сибирь           | КХЛ                                 |